# Mori Ōgai

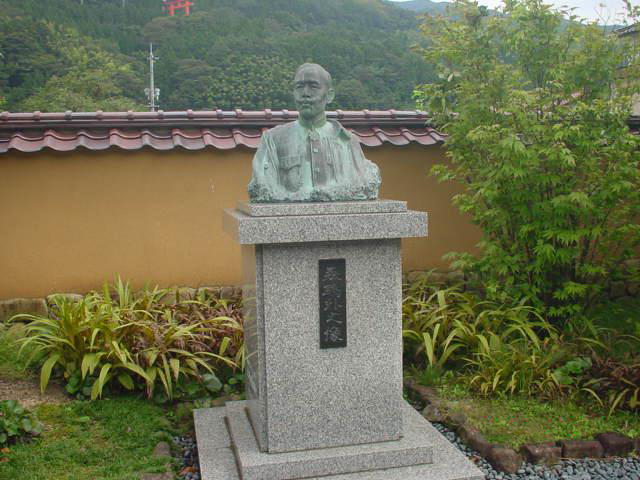
Bustul lui Mori Ōgai la casa sa din Tsuwano

Mori Ōgai (n. 17 februarie 1862, Tsuwano⁠(d), Prefectura Shimane, Japonia – d. 8 iulie 1922, Tokyo⁠(d), Tōkyō, Japonia) a fost un doctor, traducător, romancier și poet japonez. Romanul Gan (1911–1913, Gâștele) este considerată cea mai importantă lucrare a sa.
Literat de vastă cultură occidentală, a fost un adversar al naturalismului și a evoluat de la romantism spre un realism obiectiv cu predilecție pentru motivația psihologică și observația exactă.
A efectuat traduceri din engleză, franceză, germană.

## Scrieri
- 1890: Maihime ("Dansatoarea");
- 1890: Utake no ki ("Spuma");
- 1891: Fumizukai ("Mesagerul");
- 1911/1913: Gan ("Gâsca");
- 1914: Abe ichizoku ("Declinul casei Abe").